# Liam Prez
Liam Prez (31 augustus 2000) is een Belgisch voetballer die sinds 2019 uitkomt voor FC Knokke. Prez is een aanvaller.

## Carrière
Prez werd opgeleid door KFC Lendelede, Club Brugge en KV Kortrijk. Bij Club Brugge, waar hij van zijn achtste tot zijn zestiende speelde, speelde hij samen met onder andere Brendan Schoonbaert, Brandon Baiye, Siemen Voet, Maxim De Cuyper en Olivier Deman.
Zijn eerste officiële wedstrijd in het eerste elftal van KV Kortrijk speelde hij op 18 mei 2018: op de slotspeeldag van Play-off 2 mocht hij van trainer Glen De Boeck tegen Waasland-Beveren in de blessuretijd invallen voor Tyron Ivanof. Voor zijn tweede wedstrijd in de Jupiler Pro League moest hij wachten op een nieuwe editie van Play-off 2: op 30 maart 2019 viel hij tegen Royal Excel Moeskroen in de 76e minuut in voor Teddy Chevalier.
In juni 2019 ondertekende Prez een contract voor twee seizoenen bij FC Knokke. In zijn eerste seizoen was hij er een van de spitsbroeders van Tom De Sutter, die in zijn laatste seizoen nog vijftien keer scoorde in Tweede klasse amateurs.

## Clubstatistieken
| Seizoen         | Club            | Land            | Competitie             | Competitie | Competitie | Beker | Beker | Supercup | Supercup | Europees | Europees | Totaal | Totaal |
| Seizoen         | Club            | Land            | Competitie             | Wed.       | Dlp.       | Wed.  | Dlp.  | Wed.     | Dlp.     | Wed.     | Dlp.     | Wed.   | Dlp.   |
| --------------- | --------------- | --------------- | ---------------------- | ---------- | ---------- | ----- | ----- | -------- | -------- | -------- | -------- | ------ | ------ |
| 2017/18         | KV Kortrijk     | Vlag van België | Jupiler Pro League     | 1          | 0          | 0     | 0     | —        | —        | —        | —        | 1      | 0      |
| 2018/19         | KV Kortrijk     | Vlag van België | Jupiler Pro League     | 1          | 0          | 0     | 0     | —        | —        | —        | —        | 1      | 0      |
| 2019/20         | FC Knokke       | Vlag van België | Tweede klasse amateurs | 16         | 2          | 4     | 0     | —        | —        | —        | —        | 20     | 2      |
| 2020/21         | FC Knokke       | Vlag van België | Eerste nationale       | 2          | 1          | 3     | 1     | —        | —        | —        | —        | 5      | 2      |
| Carrière totaal | Carrière totaal | Carrière totaal | Carrière totaal        | 20         | 3          | 7     | 1     | 0        | 0        | 0        | 0        | 27     | 4      |

Bijgewerkt op 12 mei 2021.